# Phân vùng Áo
Phân vùng Áo (tiếng Ba Lan: zabór austriacki; tiếng Anh: Austrian Partition) còn được gọi là Ba Lan thuộc Áo, bao gồm các lãnh thổ trước đây của Liên bang Ba Lan và Lietuva được Quân chủ Habsburg mua lại trong thời kỳ Phân chia Ba Lan vào cuối thế kỷ XVIII. Ba cường quốc châu Âu thời bấy giờ là Đế quốc Nga, Vương quốc Phổ và Đế chế Habsburg của Áo đã bắt tay nhau chia tách Ba Lan-Litva để tạo ra 3 phân vùng và từng bước sáp nhập vào lãnh thổ của mình.
Áo mua lại các vùng đất của Ba Lan trong cuộc Phân chia đầu tiên năm 1772 và lần ba của vào năm 1795. Cuối cùng, Áo chiếm được một lãnh thổ có dân số đông xếp thứ 2 của khối thịnh vượng chung, chỉ xếp sau Phân vùng của Nga, với hơn 2,6 người trong lãnh thổ rộng 128.900 km2 (49.800 dặm vuông), phần lãnh thổ này tạo nên phía Nam Trung tâm của Ba Lan-Litva trước đây.